# Сграда на Държавния архив на Северна Македония – Отделение Скопие
Сградата на Държавния архив на Северна Македония – Отделение Скопие (на македонска литературна норма: Зграда на Државниот Архив на Македонија – Одделение Скопје) е административна сграда в град Скопие, Северна Македония. Обявена е за паметник на културата.

## Описание
Сградата на Държавния архив на Северна Македония – Отделение Скопие е построена от архитект Георги Константиновски в 1968 година в типичния за скопската архитектура след земетресението от 1963 година брутален бетонен стил. Състои се от два свързани корпуса с различна височина. Западният има сутерен, приземие и един етаж с площ от около 520 m,2 а източният – сутерен, приземие и етаж с площ от около 660 m2. В тях има депа, работни помещения и читални.